# Louis Goblet (1887-1941)
Pour les articles homonymes, voir Goblet.
 Louis Goblet  (Baudour, 20 mars 1887 - Baudour, 10 avril 1941), est un homme politique socialiste et syndicaliste wallon du Parti ouvrier belge.
Louis Goblet  est ouvrier de fabrique, il devient, avant la grande guerre,  secrétaire permanent de la Centrale générale  du Bâtiment et  des Industries diverses dont le siège pour les ouvriers de fabrique est, jusqu’en 1925, situé à Baudour.
Secrétaire à la propagande de la fédération boraine du POB de 1921 à 1923, il est ensuite l’un des principaux dirigeants des mutualités socialistes du Borinage dont la clinique est implantée dans sa commune.
Député suppléant à partir de 1921, il est élu député de la circonscription de Mons-Borinage le 27 novembre 1932, il sera réélu en 1936 et 1939. En raison du décès de Louis Goblet en 1941,Raoul Defuisseaux prend le 20 septembre 1944 sa succession comme député du Borinage.
Élu conseiller communal de Baudour, Louis Goblet devient Bourgmestre  de sa commune en avril 1921, il occupera ce mandat jusqu’à son décès.